# 宝珠院 (西尾市)
宝珠院（ほうしゅいん）は、愛知県西尾市吉良町にある浄土宗西山深草派の寺院。山号は如意山、寺号は国寿寺。本尊は阿弥陀三尊。現住職まで34代目。

## 沿革
1450年（宝徳2年）天台の僧教印栄俊が比叡山から東国へ巡歴の途中、この辺りの海に奇瑞を拝し霊地として草庵を結び、比叡山より請来した十一面千手千眼観世音菩薩像を安置したのが始まりである。
その後、教印栄俊は富士山に登り、富士山本宮浅間大社に参籠し山霊の大日如来を感得した。そして吉田口に12年間を過し、自刻の大日如来像を当地に持帰り、里人の篤い帰依を受け一寺を建立し、如意山寳珠院穀聚寺と号したが、寺号はいつの頃にか國壽寺と改まった。寺領を富士になぞらえ、教印栄俊が吉田御坊と呼ばれたところから、この辺りを吉田と地名されたと古書に記されている。
5世住持珠光の時、浄土宗に改宗した。本尊に阿弥陀三尊を安置し、法灯は今日まで継承されてきた。1584年（天正12年）、豊臣秀吉は、長久手へ出陣の途上海路より当山に陣営したことから、寺領36石と旅茶碗1個を拝領した。後に徳川家も朱印を附し、以来豊臣家・徳川家の庇護を受けた。そして両家の位牌を祀り、寺紋に「三ツ葉葵」を用いている。

## 境内
- 本堂

境内中央に位置する。1675年（延宝2年）、14世圭空の再建である。
- 草切殿（草切観音堂）

本尊は草創時請来された十一面千手千眼観世音菩薩。吉田郷草分けの所以から草切観世音と崇められており、これを祀ったことから草切殿と称されている。2001年（平成13年）、開創550年を記念して再建された。

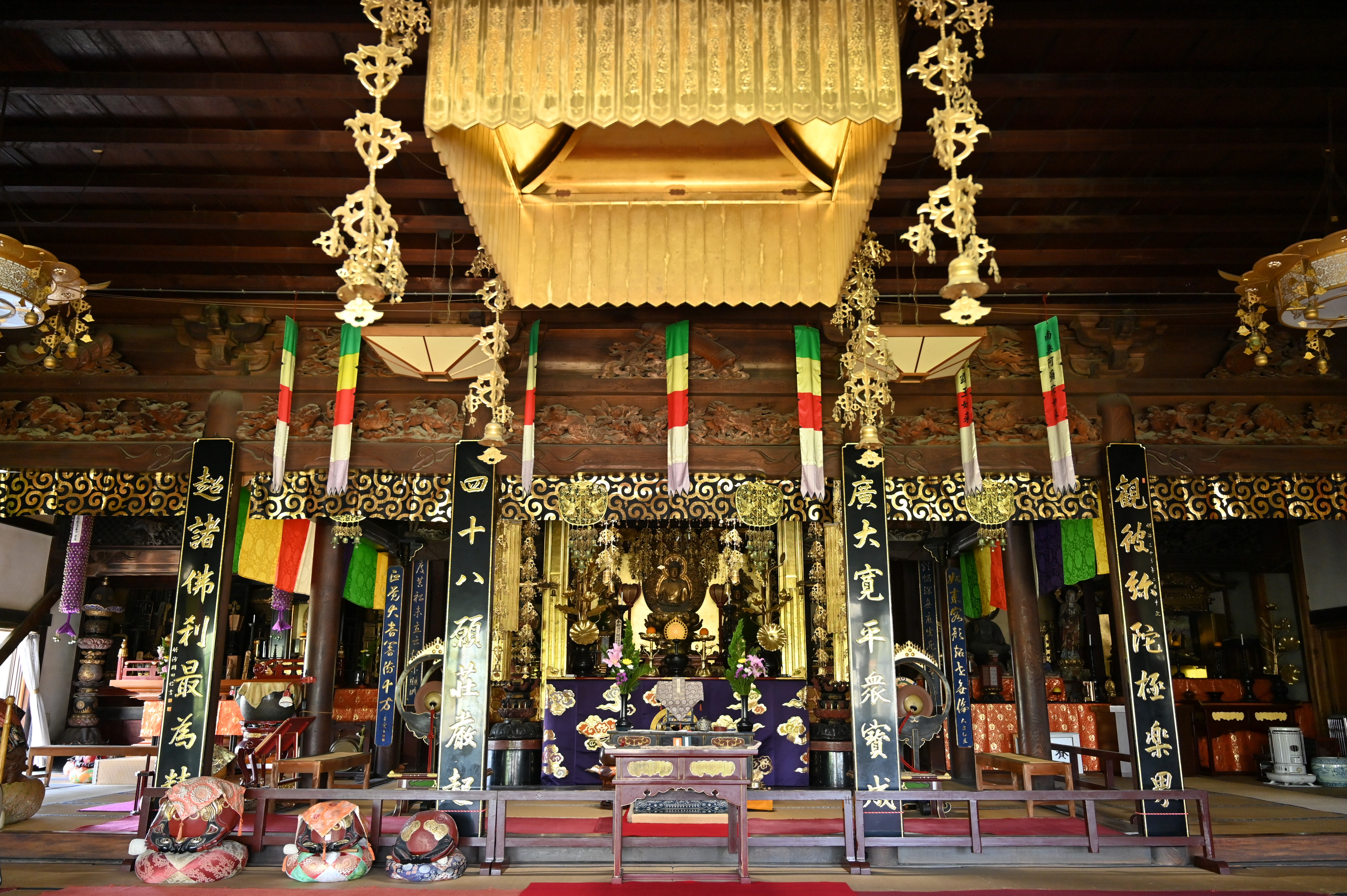
本堂内陣
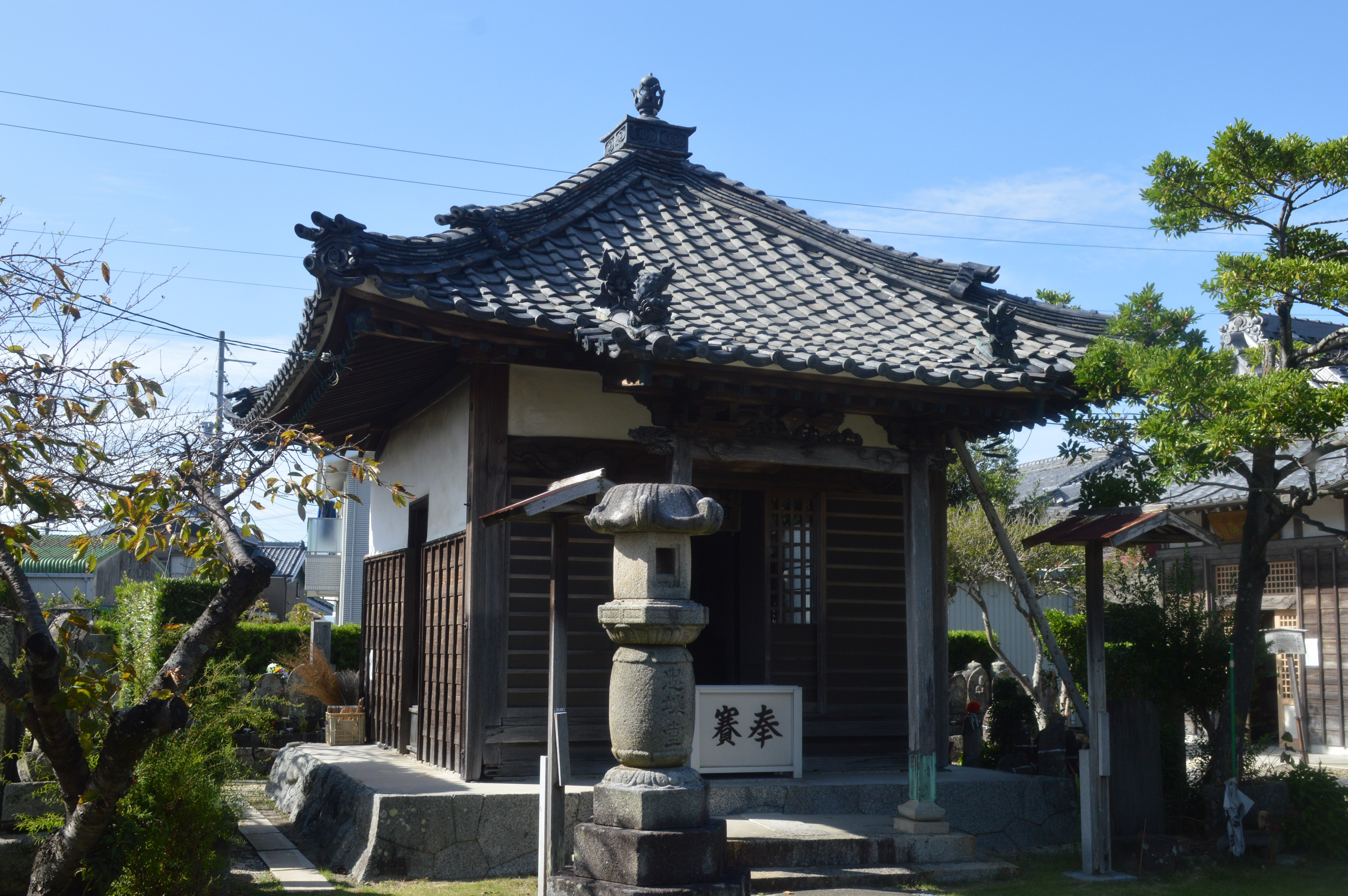
忠魂堂
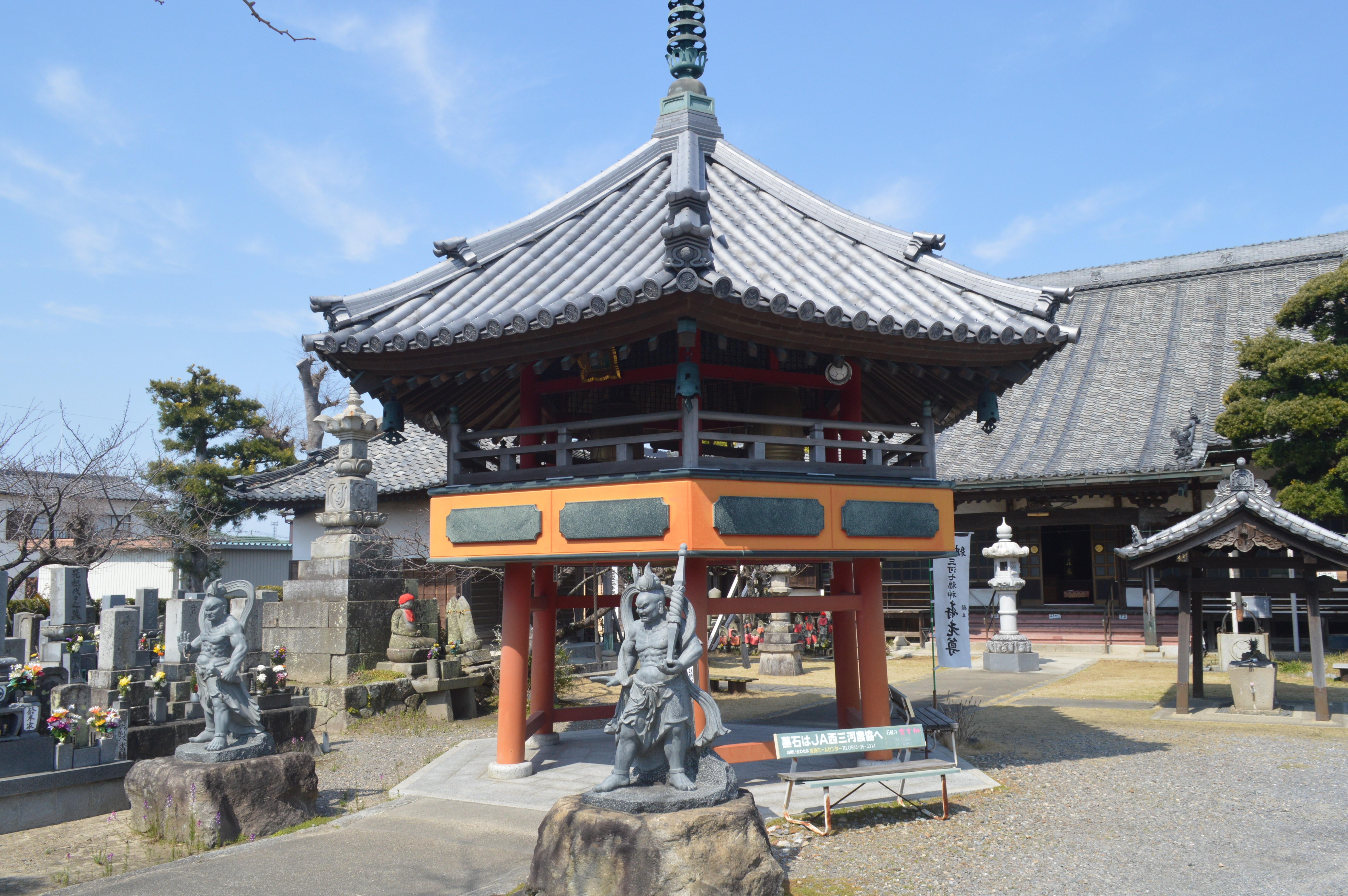
六角鐘楼門
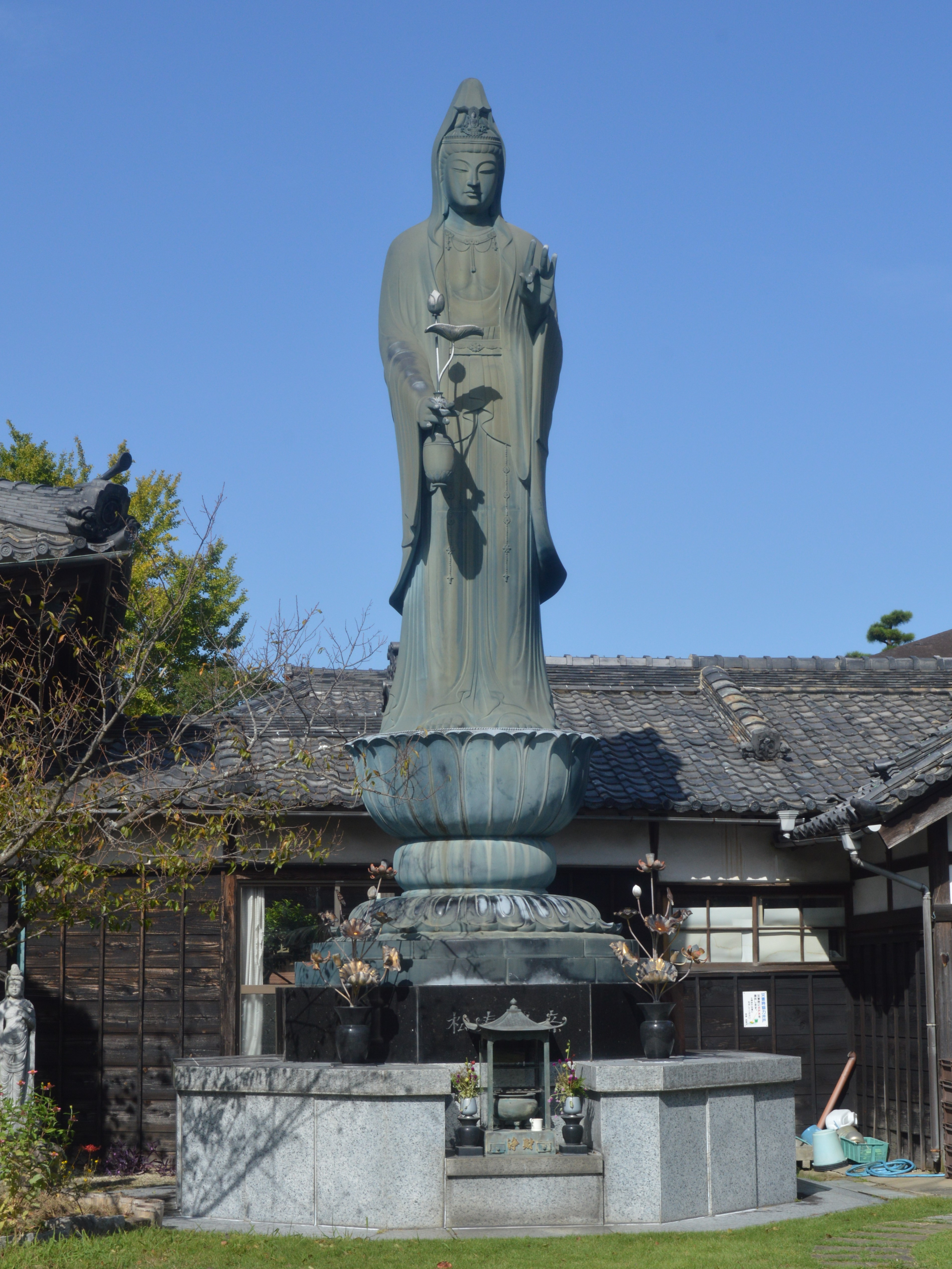
観音像
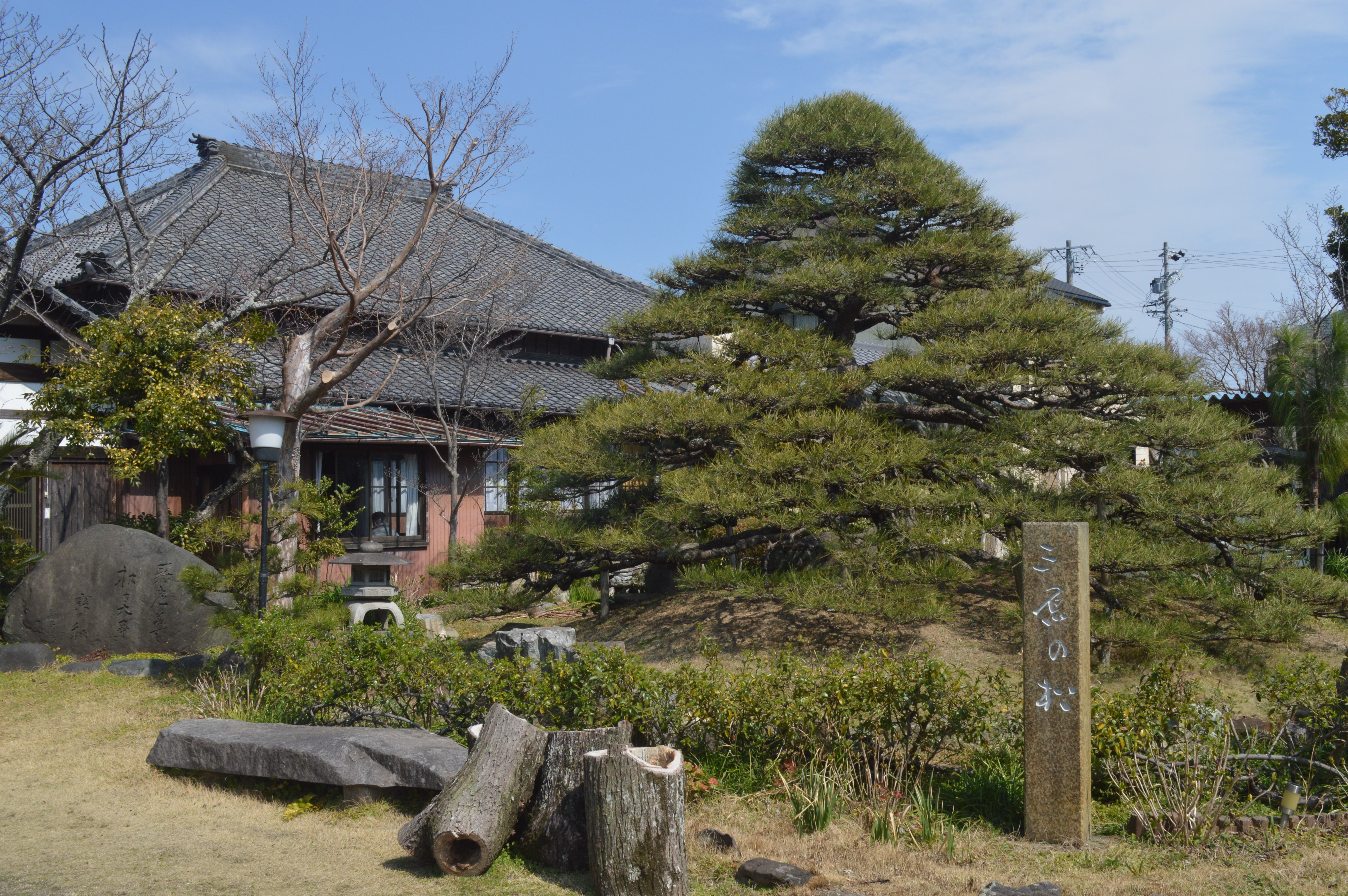
三原の松

本尊は開山教印栄俊自刻の富士浅間大日如来。1902年（明治35年）建立。吉良町戦没者合祀。
- 六角鐘楼門

2001年（平成13年）の開創550年の際に、21世紀の始まりを記念し建立。六角は六波羅蜜を意味し、「慈悲の鐘」・「智慧の鐘」二口の梵鐘を備えている。
- 三原の松

境内右側の庭園に富士山を形どる笠松が植えられている。推定樹齢200年以上。豪商三原屋より移植したため「三原の松」と称し、寿老尊にちなんだ不老の松とされる。
- 本堂内陣
- 忠魂堂
- 六角鐘楼門
- 観音像
- 三原の松

## 文化財

### 西尾市指定有形文化財
- 三台七曜廿八宿星曼荼羅（絵画）[2]

### 登録有形文化財

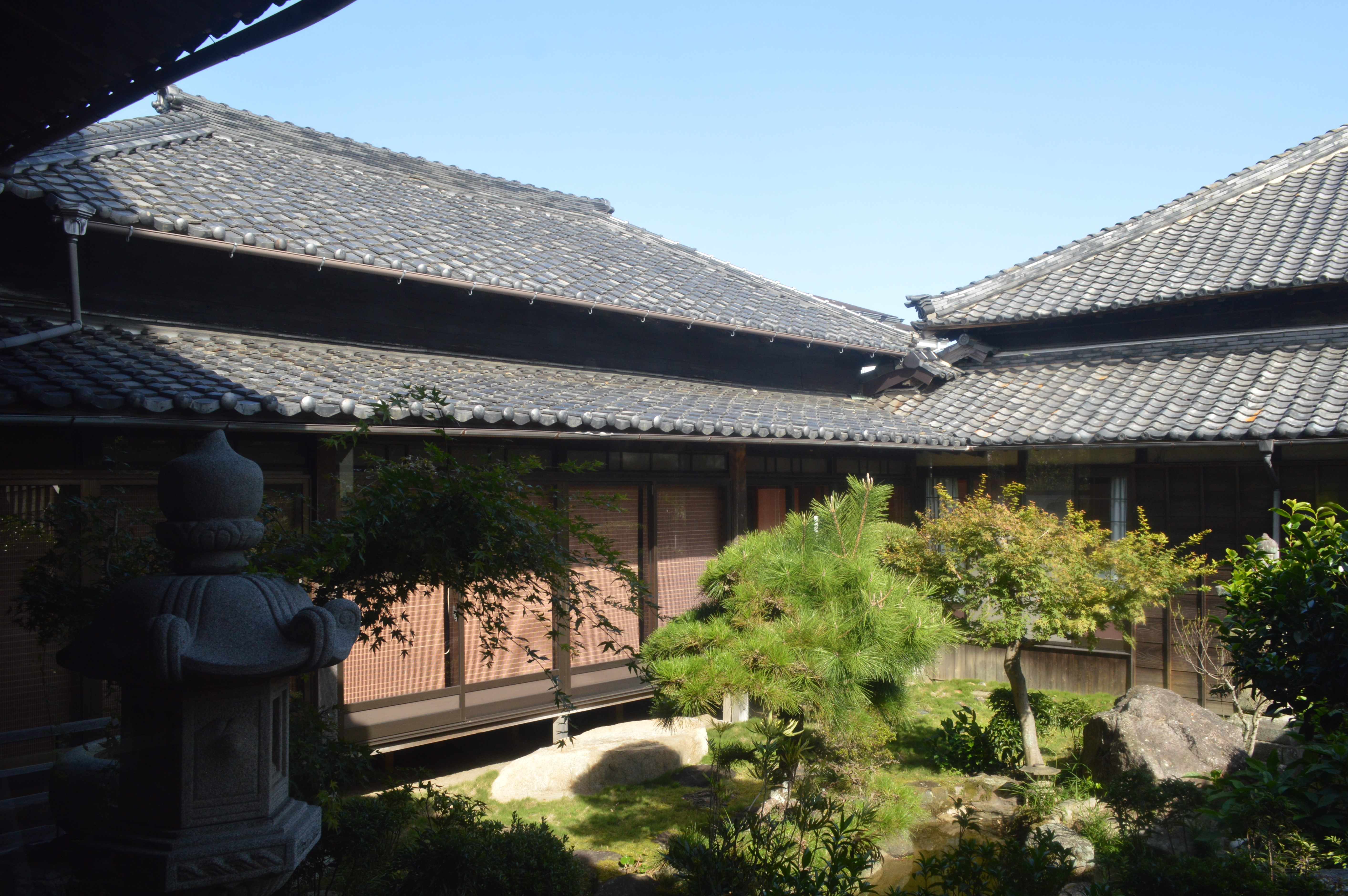
書院

- 宝珠院本堂[3]

2017年（平成29年）10月27日登録。
- 宝珠院書院[3]

2017年（平成29年）10月27日登録。
- 宝珠院忠魂堂[3]

2017年（平成29年）10月27日登録。

## 行事

### 年中行事
- 修正会 - 1月1日
- 忠魂堂新年祭 - 1月1日
- 三河七福神正月大祭 - 1月6日-8日
- 涅槃忌 - 2月15日
- 春彼岸施餓鬼会 - 3月春分
- 弘法大師忌 - 旧暦3月21日
- 開山忌 - 6月10日
- 三河七福神七夕大祭 - 7月6日-8日
- 観音功徳日（秘仏草切観音開帳） - 8月10日（早朝のみ）
- 盆施餓鬼会 - 8月10日-11日
- 秋彼岸施餓鬼会 - 9月秋分
- 薬師会 - 旧暦10月8日
- 忠魂堂大祭 - 10月23日
- 西山忌 - 11月24日-26日
- 仏名会 - 11月24日-26日
- 除夜会 - 12月31日

### 例月法要
- お経の会 - 1日、15日
- 草切観音例祭 - 17日
- 戦没者月並法要 - 23日